# 沙漠村莫比爾霍姆帕克 (亞利桑那州)
沙漠村莫比爾霍姆帕克（英語：Desert Village Mobile Home Park）是位於美國亞利桑那州馬里科帕縣的一個非建制地區。該地的面積和人口皆未知。

## 地理
沙漠村莫比爾霍姆帕克的座標為33°14′56″N 111°37′23″W / 33.24889°N 111.62306°W，而該地的平均海拔高度為470米（即1542英尺）。